# لوكيميا الوحيدات
لوكيميا الوحيدات أو ابيضاض الوحيدات هو نوع من اللوكيميا النخاعية يتميز بسيادة الخلايا الوحيدة في نخاع العظم.